# 816
Năm 816 là một năm trong lịch Julius.